# Главный центр разведки космической обстановки
821-й главный центр разведки космической обстановки (ГЦ РКО) — соединение российских Вооружённых Сил, на вооружении которого находится система контроля космического пространства (СККП). Входит в состав 15-й армии воздушно-космической обороны особого назначения. Расположен в Московской области (Ногинск-9, в/ч 61437). Ежедневно в составе боевых расчетов на объектах Главного центра разведки космической обстановки несут круглосуточное дежурство более 300 специалистов Космических войск ВКС.

## Выполняемые задачи
ГЦ РКО служит для информационного обеспечения космической деятельности государства и противодействия средствам космической разведки вероятных противников, оценки опасности космической обстановки и доведение информации до потребителей. Выполняет следующие задачи:
- обнаружение космических объектов на геоцентрических орбитах;
- распознавание космических объектов по типу;
- определение времени и района возможного падения космических объектов в аварийных ситуациях;
- определение опасных сближений по трассе полёта отечественных пилотируемых космических аппаратов;
- определение факта и параметров манёвра космических аппаратов;
- оповещение о пролетах иностранных разведывательных космических аппаратов;
- информационно-баллистическое обеспечение действий активных средств противоракетной и противокосмической обороны (ПРО и ПКО);
- ведение каталога космических объектов (Главного каталога системы — ГКС);
- оценка работы средств СККП;
- контроль геостационарной области космоса;
- анализ и оценка космической обстановки.

## История
С запуском первого спутника 4 октября 1957 года началась космическая эра. На околоземных орбитах стали появляться искусственные объекты, количество которых к 1960-м годам уже превысило сотню. В 1963 году для контроля околоземного пространства и учёта орбитальных объектов в СССР было принято решение о создании СККП. На первом этапе получать информацию планировалось с помощью двух специализированных радиолокационных узлов, построенных на базе РЛС «Днестр». Узел ОС-1 был размещён под Иркутском, узел ОС-2 — на полигоне Сары-Шаган. Обработку информации предполагалось вести в специальном Центре контроля космического пространства (ЦККП).
6 марта 1965 года подписана Директива Главного штаба войск противовоздушной обороны (ВПВО) о формировании на базе 45-го специализированного научно-исследовательского института Министерства обороны (СНИИ МО) «Кадра Специального ЦККП». В апреле 1965 г. принято решение правительства о строительстве комплекса технологических зданий для ЦККП в Ногинском районе Московской области, получившем название «Ногинск-9», а 27 апреля введён в действие первый временный штат «Кадра Специального ЦККП». 7 октября 1965 г. «Кадру Специального ЦККП» присвоен номер — войсковая часть 28289. 1 октября 1966 г. на основании директивы Генерального штаба подразделение «Кадр Центра контроля космического пространства» было преобразовано в «Центр контроля космического пространства», выведено из состава 45 СНИИ МО и передано в подчинение командиру в/ч 73570. В ноябре 1966 года Центр контроля космического пространства (ЦККП) переведен в Ногинск-9. В апреле 1967 года РЛС «Днестр» были приняты на вооружение. В 1968 году для юстировки станций и проверки возможностей СККП был специально запущен космический аппарат ДС-П1-Ю проекта «Днепропетровский спутник». В 1970 году ЦККП был принят в эксплуатацию и поставлен на боевое дежурство.
В 1974 году ЦККП был связан с информационными средствами систем ПРН и ПРО. В результате резко расширилась зона контролируемого космического пространства, и в то же время благодаря возможности ведения полного каталога космических объектов значительно повысилась достоверность информации, формируемой системой ПРН. В 1975 году ЦККП был оборудован новейшими ЭВМ «Эльбрус». В те же годы началось формирование новых воинских частей и строительство специализированных средств контроля космического пространства — РОКР «Крона», ОЭК «Окно», ПК РТК «Момент».
17 июля 1988 года воинские части, выполнявшие задачи контроля космического пространства и противокосмической обороны, были объединены в отдельный корпус контроля космического пространства. В 1994 году корпус был переформирован в 45-ю отдельную дивизию контроля космического пространства, а в 1998 году — в 45-ю дивизию контроля космического пространства в составе 3-й отдельной армии ракетно-космической обороны (особого назначения).
В 2009 году 45-я дивизия контроля космического пространства выведена из состава 3 отдельной армии ракетно-космической обороны (в связи с её расформированием), подчинена командующему космическими войсками и получила наименование Главный центр контроля космического пространства. В декабре 2011 года Главный центр контроля космического пространства переименован в Главный центр разведки космической обстановки и подчинён командующему космическим командованием Войск ВКО. В 2015 году Главный центр разведки космической обстановки вошёл в состав 15-й армии воздушно-космической обороны (особого назначения).